# Paco Underhill
Paco Underhill, född 1950 är en amerikansk omvärldspsykolog som ägnat sig åt studier av människors köpbeteenden. Han är författare till boken Why we buy, shopping som vetenskap och är grundare, koncernchef och VD för Envirosell.